# Pyjamas
Denna artikel behandlar klädesplagget pyjamas. Se även Pyjamas (TV-program)

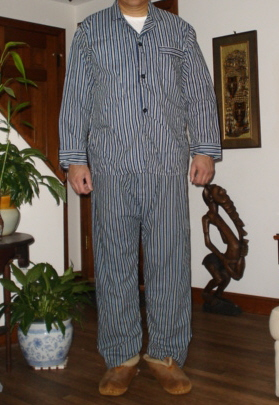
Man i pyjamas.

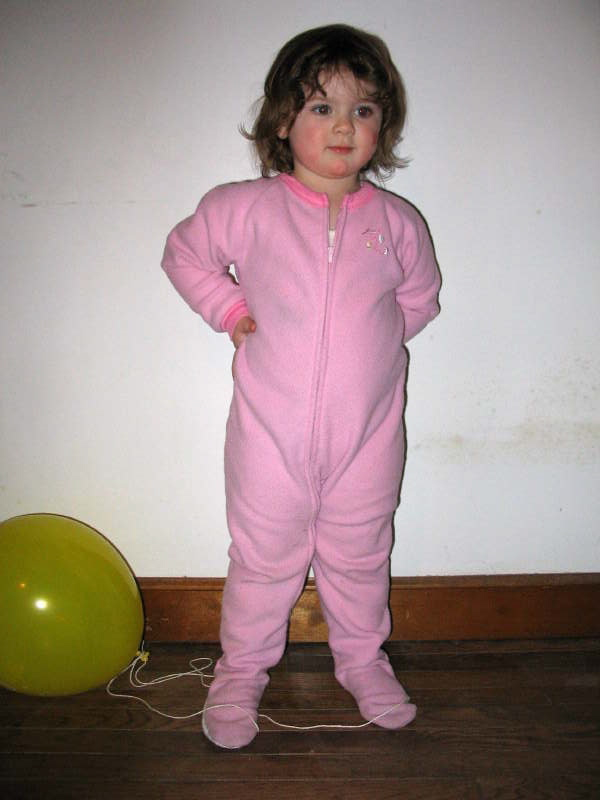
Flicka i pyjamasoverall.

Pyjamas är en tvådelad nattdräkt. En endelad motsvarighet kallas för pyjamasoverall eller onepiece. De finns både för män och kvinnor och för vuxna och barn. Pyjamasen består av en jacka eller tröja samt byxor. Plaggen är i huvudsak avsedda att sova i, men används också innan man klätt sig för dagen och då man bytt till nattdräkten på kvällen.

## Utformning, användning
En pyjamas kan tillverkas i flera olika material, till exempel bomull, flanell och siden. Ibland hör en nattmössa till. I informellt språkbruk kan pyjamas även syfta på en nattklädsel bestående av udda överdel och byxor, exempelvis en t-shirt och mjukisbyxor. 

## Etymologi
Ordet pyjamas kom till svenskan från engelskan, som i sin tur hämtat det från hindustani där det avser en form av enkla byxor. Ytterst härstammar ordet från det persiska ordet payjama (پايجامه), som betyder "benplagg" (pāy, 'ben'; jāme, 'klädesplagg'). Med stavningen pai jamahs är ordet belagt i engelskan sedan år 1800.
Medan ordet på svenska är grammatiskt singular, är det engelska ordet plural, efter ordet drawers i betydelsen underbyxor.

## Pyjamasparty
Det svenska begreppet "pyjamasparty" är sannolikt en översättning av det ursprungligen amerikanska termen slumber party. Det syftar på en vanligen föräldraorganiserad social kvällsaktivitet för yngre barn. Deltagarna är klädda i pyjamas eller andra nattkläder och aktiviteterna avslutas med att barnen sover över hos den inbjudande familjen.

## Bilder

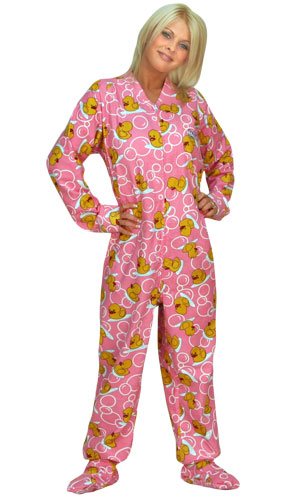
Kvinna i pyjamasoverall.
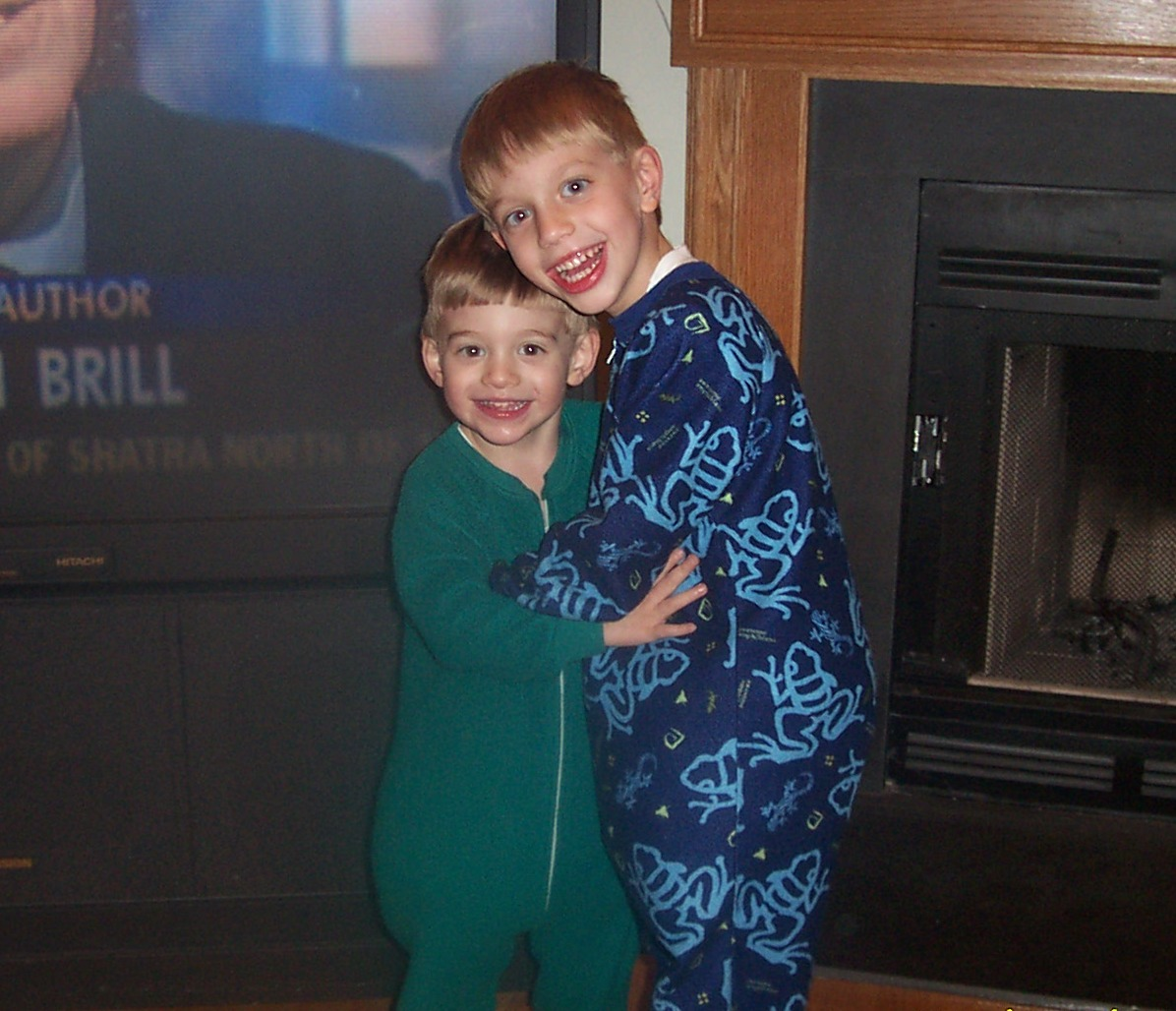
Pojkar i pyjamasoverall.